# Caudete de las Fuentes
|  | No s'ha de confondre amb Cabdet. |

Caudete de las Fuentes és un municipi del País Valencià situat a la comarca de la Plana d'Utiel.

## Geografia
Situat en la vall alta del riu Magre. La superfície del terme és bastant plana, encara que tenen elevacions que sobrepassen els 800 msnm, destacant els vèrtexs geodèsics de tercer ordre de l'Ermita (850 m) i Talaia de Caudete (860 m). El riu Madre, afluent del Magre, travessa el terme d'oest a est.

### Municipis limítrofs
Geogràficament limita amb les localitats de Fuenterrobles, Requena, Utiel i Venta del Moro.

## Història
A causa de la seua ubicació en una de les rutes naturals de comunicació entre la Meseta i la Mediterrània, el terme de Caudete fon poblat molt intensament des de l'edat del bronze. Existixen restes de poblament d'aquella època en el tossal de la Casa Doñana i en el dels Villares, ambdós amb importants establiments ibers superposats, que van perdurar fins poc abans del canvi d'Era i que han proporcionat interessants materials. En el dels Villares es va trobar també una gran quantitat de monedes iberes i romanes.
De punts indeterminats del terme procedixen diverses joies d'or i plata, així com una peça de plata decorada amb relleu, considerada generalment com un casc guerrer, però que bé podria ser un bol semblant als d'or de Villena. D'època romana són les restes que es troben en la zona nord d'edificació Casa Doñana, els d'una vil·la de baixa època existent en La Solana.
Va ser incorporada a la província de València l'any 1851, tot i que havia pertangut al territori castellà des dels temps de la conquesta cristiana. També pertanyé al bisbat de Conca fins al 1957 i, després passà a l'arxidiòcesi de València.
No se l'ha de confondre amb la històrica vila reial valenciana, Cabdet.

## Demografia
| 1990 | 1992 | 1994 | 1996 | 1998 | 2000 | 2002 | 2004 | 2005 | 2007 |
| ---- | ---- | ---- | ---- | ---- | ---- | ---- | ---- | ---- | ---- |
| 997  | 902  | 891  | 845  | 812  | 805  | 811  | 795  | 783  | 773  |

## Economia
El motor econòmic del municipi són l'agricultura i la ramaderia. Quasi la totalitat dels cultius són de secà, sent el principal la vinya. Altres cultius són cereals, oliveres i creïlles. La ramaderia compta amb caps de bestiar lanar i porcí.

## Política i govern

### Composició de la Corporació Municipal
El Ple de l'Ajuntament està format per 7 regidors. En les eleccions municipals de 26 de maig de 2019 foren elegits 5 regidors de Ciutadans - Partit de la Ciutadania (Cs) i 2 del Partit Popular (PP).
Anteriorment, en les eleccions de 2015, Ciutadans va aconseguir 3 regidors, 2 el Partit Socialista del País Valencià i 2 el Partit Popular. En 2007, el Partit Popular va aconseguir 5 regidors, 2 l'Organització Independent Valenciana i 1 el Partit Socialista del País Valencià.

### Alcaldia
Des de 2015 l'alcaldessa de Caudete de las Fuentes és Vanesa López Guijarro de Ciutadans - Partit de la Ciutadania (Cs).
| Període                       | Alcalde o alcaldessa                          | Partit polític | Data de possessió     | Observacions         |
| ----------------------------- | --------------------------------------------- | -------------- | --------------------- | -------------------- |
| 1979–1983                     | Felipe Viana Dominguez                        | IND            | 19/04/1979            | --                   |
| 1983–1987                     | Julio Maeso Mateo                             | PSPV-PSOE      | 28/05/1983            | --                   |
| 1987–1991                     | Jose Julio Domingo Moya                       | CDS            | 30/06/1987            | --                   |
| 1991–1995                     | Jose Julio Domingo Moya                       | CDS            | 15/06/1991            | --                   |
| 1995–1999                     | Genaro Sáez Iranzo                            | PP             | 17/06/1995            | --                   |
| 1999–2003                     | Rafael Cerveró Vicente                        | PP             | 03/07/1999            | --                   |
| 2003–2007                     | Rafael Cerveró Vicente                        | PP             | 14/06/2003            | --                   |
| 2007–2011                     | Rafael Cerveró Vicente Jose Luis Guaita Mateo | PP             | 16/06/2007 28/12/2010 | Dimissió/renúncia -- |
| 2011–2015                     | José Luis Guaita Mateo                        | PP             | 11/06/2011            | --                   |
| 2015–2019                     | Vanesa López Guijarro                         | Cs             | 13/06/2015            | --                   |
| 2019-2023                     | Vanesa López Guijarro                         | Cs             | 15/06/2019            | --                   |
| Des de 2023                   | n/d                                           | n/d            | 17/06/2023            | --                   |
| Fonts: Generalitat Valenciana |                                               |                |                       |                      |

## Monuments
- Església de la Nativitat de Nostra Senyora. Va començar a ser construïda en 1731 i fou consagrada en 1735. Es tracta d'un edifici de planta rectangular, d'estil neoclàssic, construït en maçoneria senzilla, coberta de teula amb dos aiguavessos i amb una cúpula octogonal sobre tambor elevat, rematada amb un petit pinacle amb bolinxo. Les dues últimes torres del campanar foren construïdes en els anys cinquanta del segle xx.[3]
- La Fuente Grande i La Fuente Chica. Són les fonts més importants que es conserven hui en dia.

## Llocs d'interés
- Naixement riu Magre.
- Parc Los Realencos.
- Cañada Honda. Microrreserva de Flora i Fauna.
- Poblat ibèric murat Los Villares.

## Festes i celebracions
Entre les tradicions, és de destacar la Pasqua de Mones, consistent en una eixida a la muntanya per a passar el dia i menjar la típica mona de Pasqua el primer i segon diumenge de Pasqua. En Caudete de las Fuentes és habitual acudir a dos paratges: el primer diumenge Los Pedriches, i el segon a Las Fuentecillas. Tot i que la majoria dels visitants són de Caudete de las Fuentes a causa de la proximitat al municipi, el primer paratge pertany a la Venta del Moro i el segon a Utiel.
Tres festivitats mereixen una atenció molt especial per l'afluència de públic que apleguen. Les dues primeres es corresponen amb la celebració dels copatrons de la localitat: Sant Antoni Abat (amb tradicional crema de foguera a la Plaça Major al gener) i Sant Antoni de Pàdua (amb un tradicional menjar de confraternitat per a tots els veïns del poble al juny).
Però les festes més destacades i populars, sens dubte, són les Festes Majors d'Estiu, la denominada Setmana de la Confraternitat, que pot arribar a congregar, en una nit, més de 7.000 persones. La seua popularitat radica en les populars revetles a l'aire lliure, d'accés gratuït, celebrades al Passeig de l'Albereda.

## Galeria d'imatges

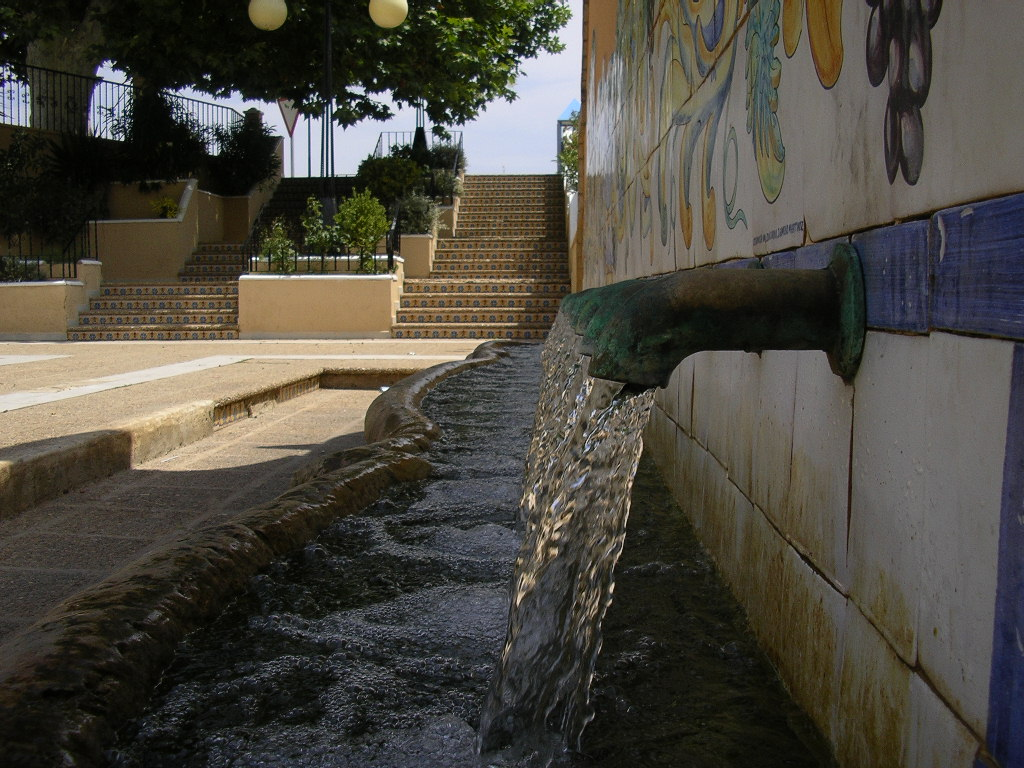
Les vint canelles de la Fuente Grande.
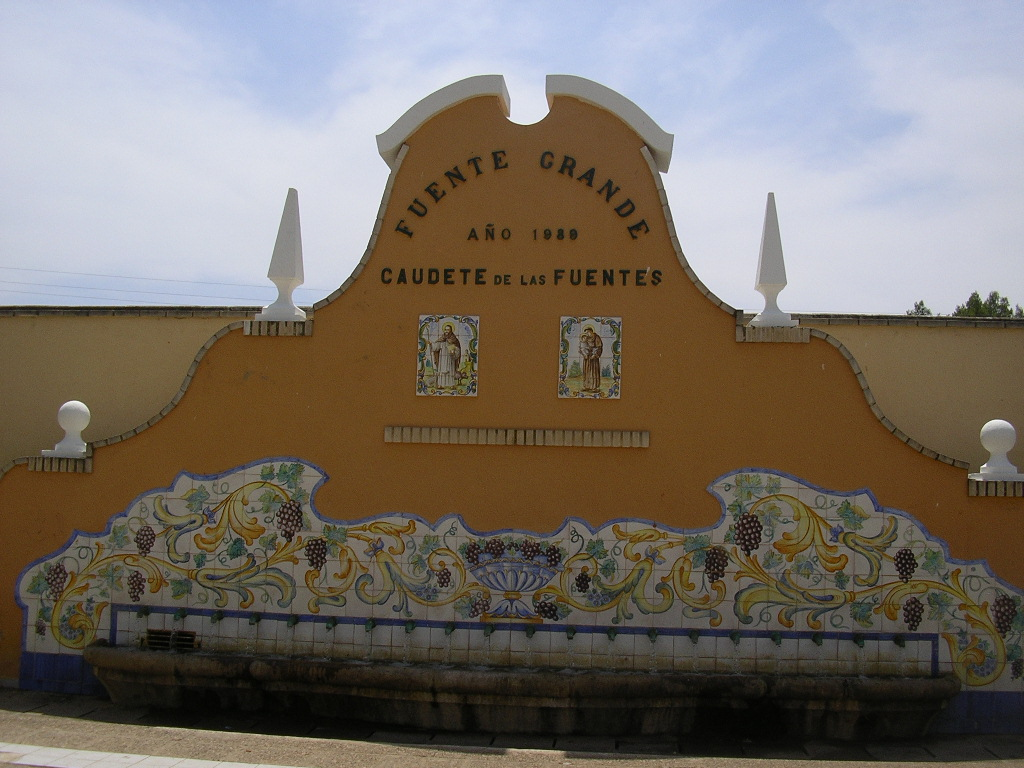
La Fuente Grande.
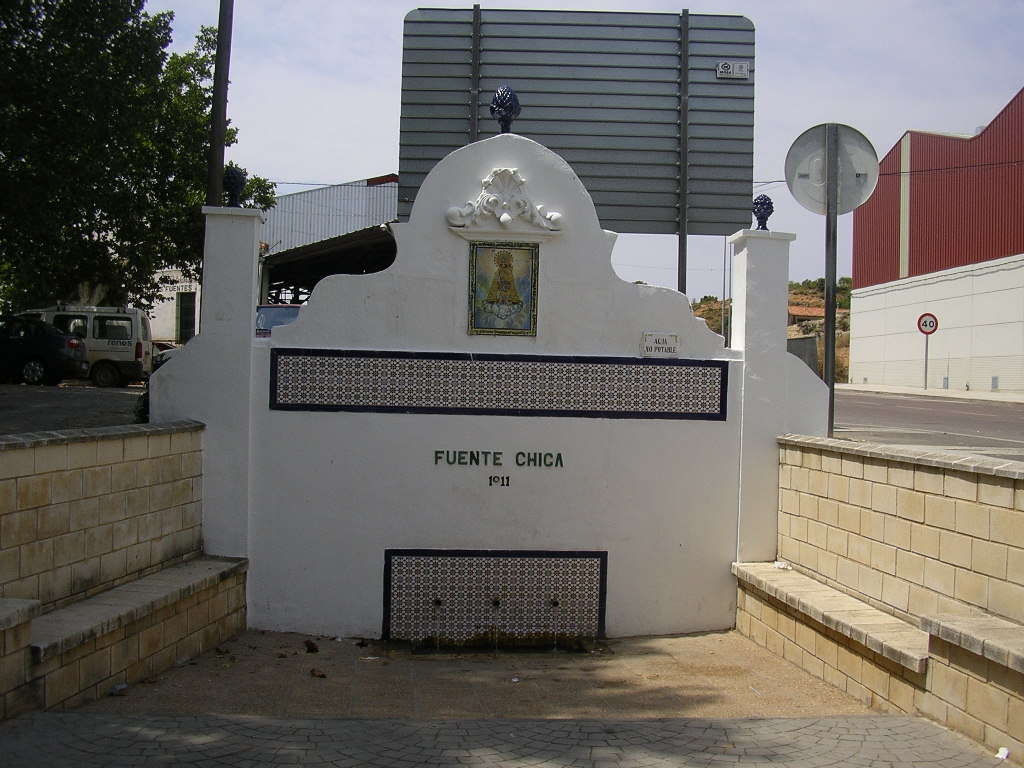
La Fuente Chica.
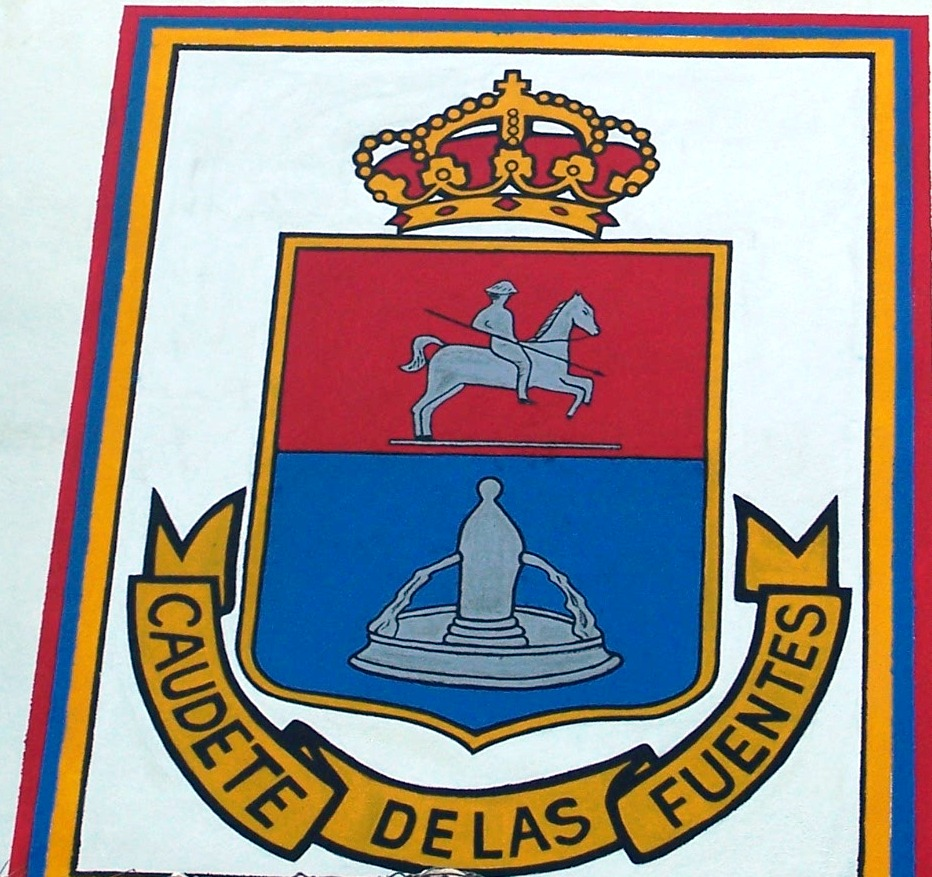
Escut del municipi pintat a una paret.
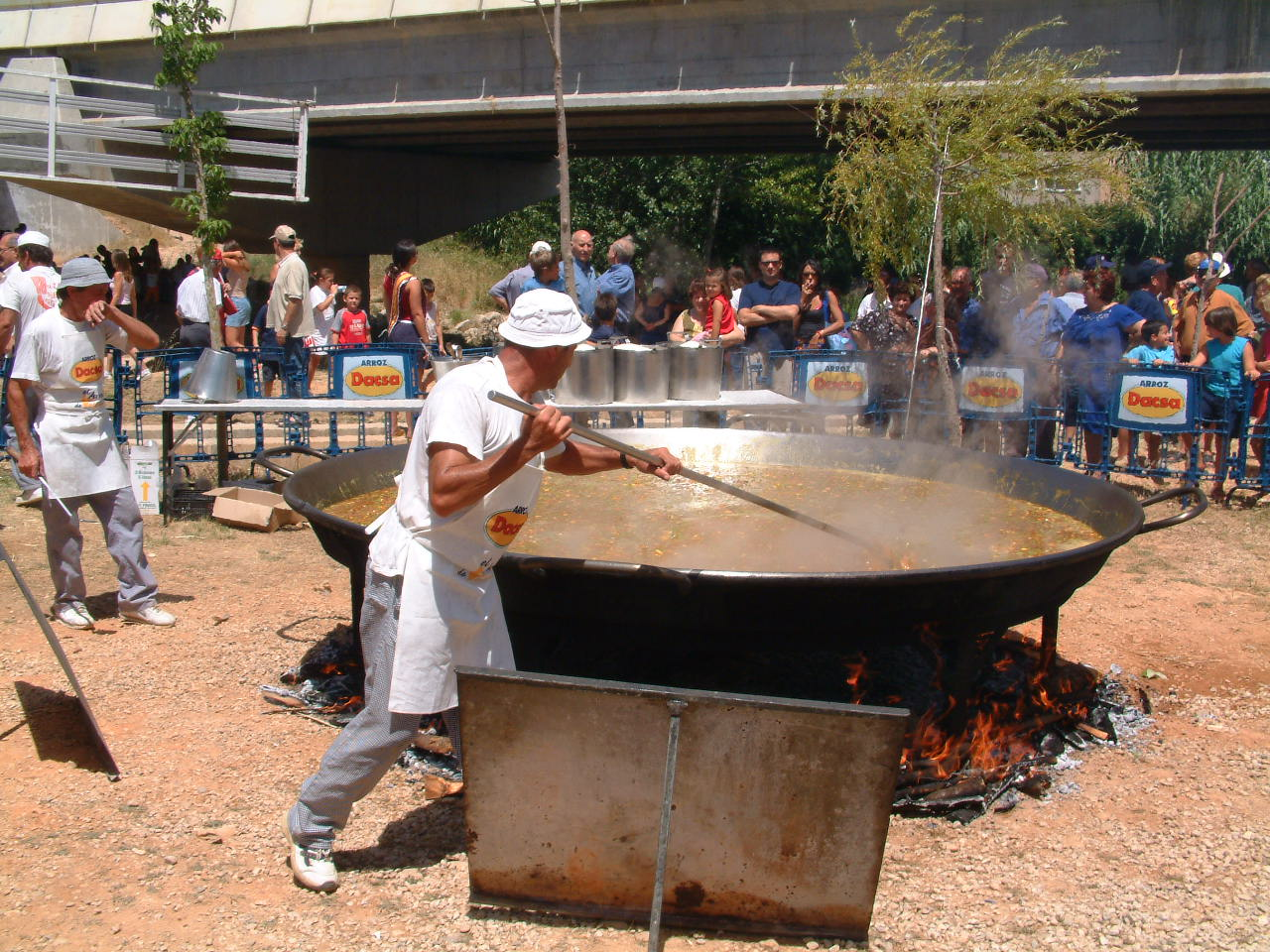
Paella gegant feta durant les festes d'Agost.
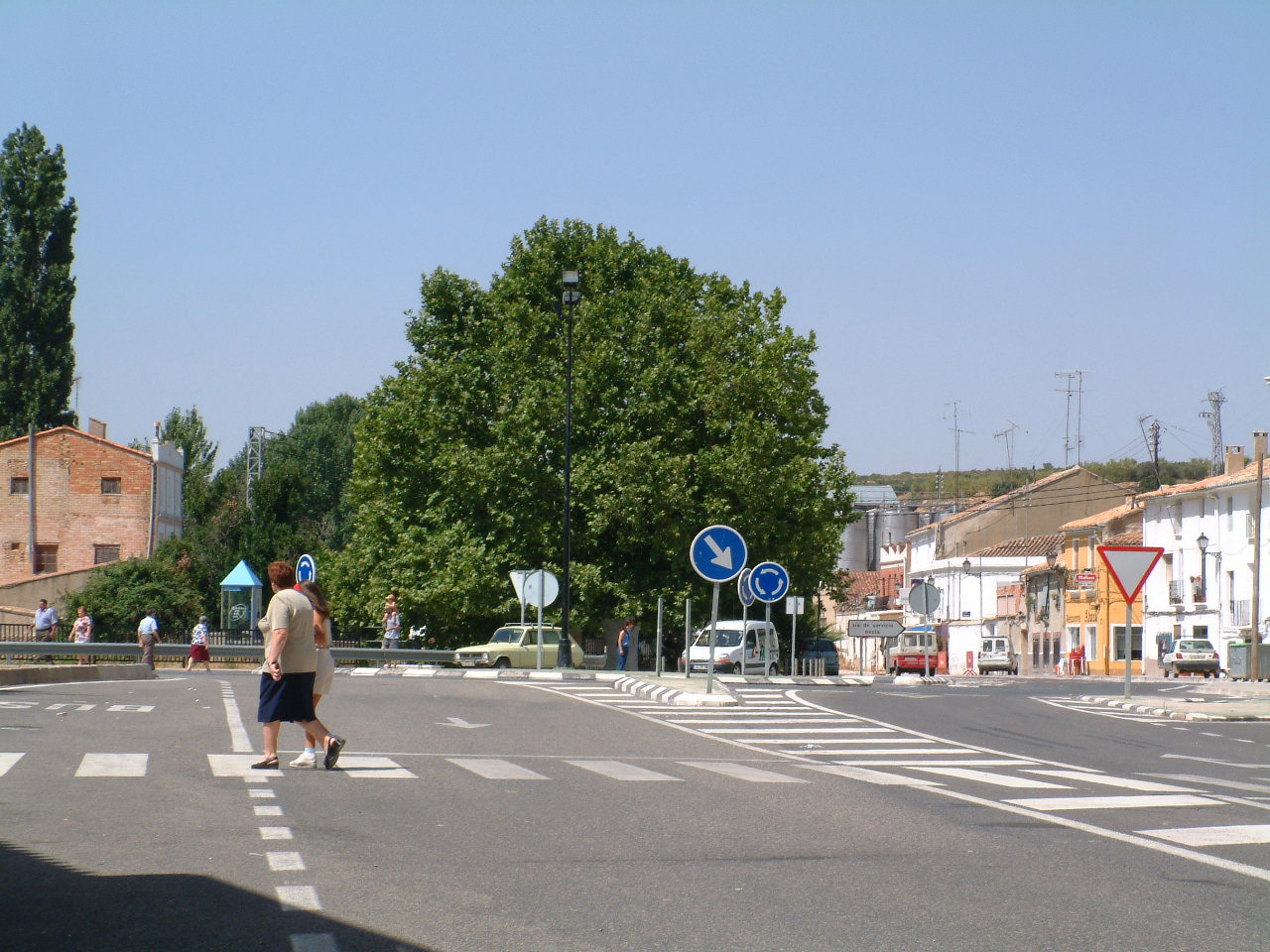
La N-III al seu pas pel centre del poble.
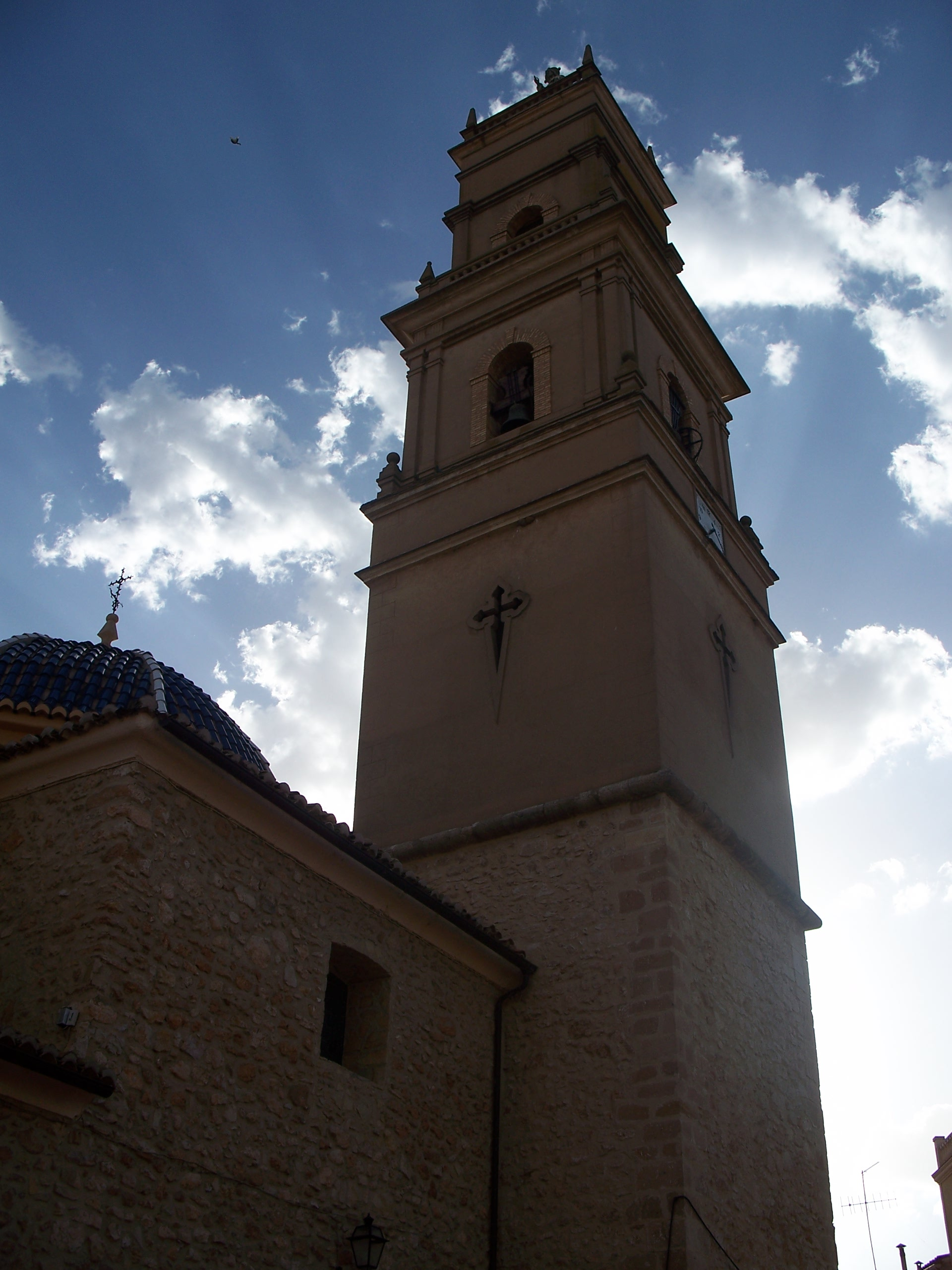
Església de Caudete de las Fuentes.
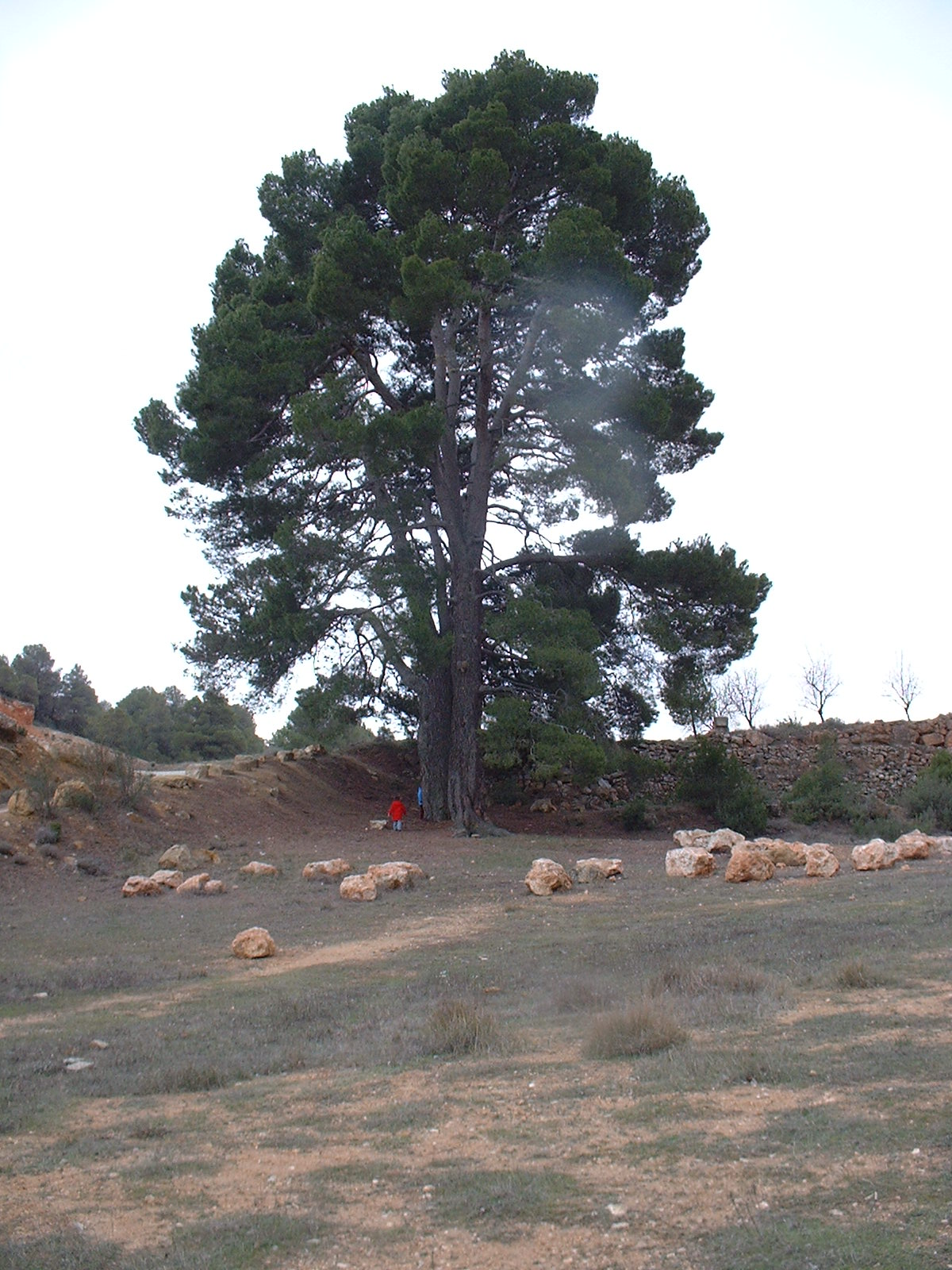
Las Fuentecillas.